# Kanō Jigorō
Kanō Jigorō (嘉納 治五郎?; Mikage, 28 ottobre 1860 – Mar del Giappone, 4 maggio 1938) è stato un judoka e educatore giapponese, fondatore del judo.

## Biografia
Kanō Jigorō nacque a Mikage, un piccolo villaggio di mare nei pressi di Kōbe. Fu il terzo figlio di Kanō Jirosaku, produttore di sakè e fornitore della Marina imperiale. Da giovane, essendo di piccola statura e di fisico piuttosto gracile, praticò intensamente attività fisica, unitamente ad alcuni sport occidentali come il baseball, alla scuola Kaisei, successivamente ribattezzata Tōkyō Daigaku, o Università di Tokyo.

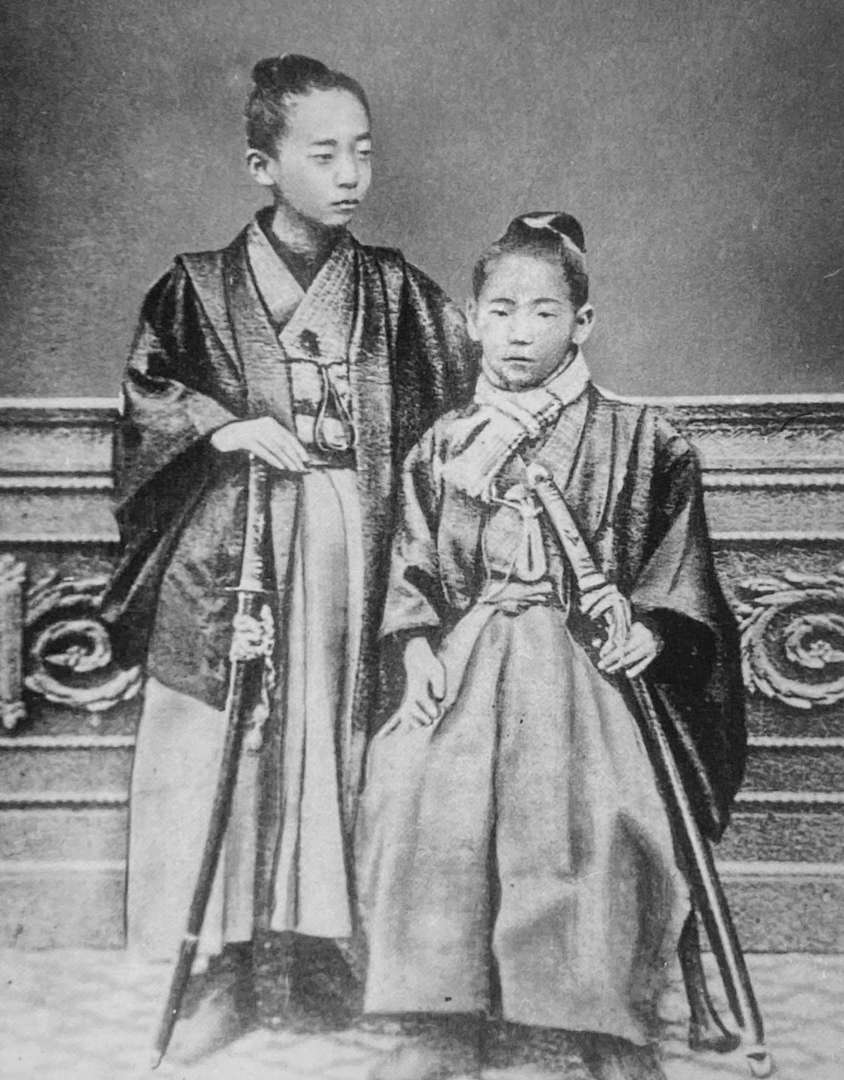
Kanō Jigorō da giovane (a destra)

Kanō, sapendo che nel periodo feudale veniva praticato in Giappone il jujutsu, una disciplina con la quale un uomo poteva battere un avversario anche di gran forza, cominciò ad interessarsene. Si procurò perciò numerosi densho, i libri segreti, che ormai si trovavano in vendita nei mercatini, e con un suo compagno di studi tentò di allenarsi da solo. Dopo aver manifestato al padre il desiderio di iscriversi a un dojo (scuola di arti marziali), ricevette da lui un netto rifiuto poiché la disciplina era screditata e in vistoso declino. Nel 1877 si iscrisse all'Università di Tokyo, la prima reimpostata secondo criteri occidentali. Dovette trasferirsi per poter seguire gli studi: ciò gli consentì di sfuggire al controllo del padre e di dedicarsi intensamente allo studio del jujutsu.
Kanō, con molte difficoltà poiché anche in una città come Tokyo era difficile trovare un dojo, riuscì grazie all'aiuto di Teinosuke Yagi, un anziano maestro non più praticante, a iscriversi alla scuola del maestro Fukuda, che insegnava lo stile Tenshin Shin'yō; il maestro rimase ammirato dalla dedizione del suo giovane allievo. Anche Fukuda era molto anziano e, deceduto questi, Kanō dovette cercarsi un nuovo maestro. Lo trovò in Iso Mataemon, anch'egli di Tenshin Shin'yō, con il quale completò lo studio di questa ryū (scuola), ricevendo il grado di Shian (maestro), nonché il libro segreto che gli fu lasciato in eredità. A questo punto Kanō iniziò lo studio di un'altra scuola di jujutsu, questa volta Kito, che apprese sotto la guida di Iikubo Tsunetoshi.
Questa scuola era famosa per le sue tecniche di atterramento dell'avversario e per praticare il randori (controllo del caos), a differenza della quasi totalità delle altre scuole che fondavano l'insegnamento attraverso i kata (vita o morte). La sua dedizione e l'impegno lo portarono a conquistare il grado Shian anche in questo stile, del tutto diverso dal precedente. Lo studio del jujutsu non gli impedì comunque di laurearsi in scienze politiche ed economiche nel 1881. Un anno dopo, nel 1882, a soli 22 anni aprì il suo primo dojo, di soli dodici tatami, in una saletta del tempio di Eisho nel quartiere Shimoya di Tokyo, e con l'aiuto di soli nove discepoli creò il Kodokan judo ("scuola per seguire la via").
Qui dalle ceneri del jujutsu fece nascere il suo metodo, chiamato judo (柔道?, jūdō, "via dell'adattabilità"), nel quale fece convergere i metodi delle antiche scuole di arti marziali associandoli al concetto di ottenere il miglior risultato col minimo sforzo, formando una disciplina efficace tanto per il fisico quanto per la mente. Kanō ricoprì numerosi incarichi per il governo giapponese, e grazie alla sua influenza riuscì a fare inserire il judo nelle materie scolastiche accanto all'educazione fisica. L'insegnamento del "metodo Kanō" cominciò a essere praticato nell'Accademia navale e nelle università di Tokyo e Keio. Il nuovo Kodokan judo salì al centro dell'attenzione pubblica grazie ai lodevoli principi e agli elevati ideali di cui era intriso; nonostante ciò si levarono alcuni sospetti sulla sua efficacia in combattimento. In particolare, il judo veniva disprezzato dai praticanti del vecchio stile jujutsu.

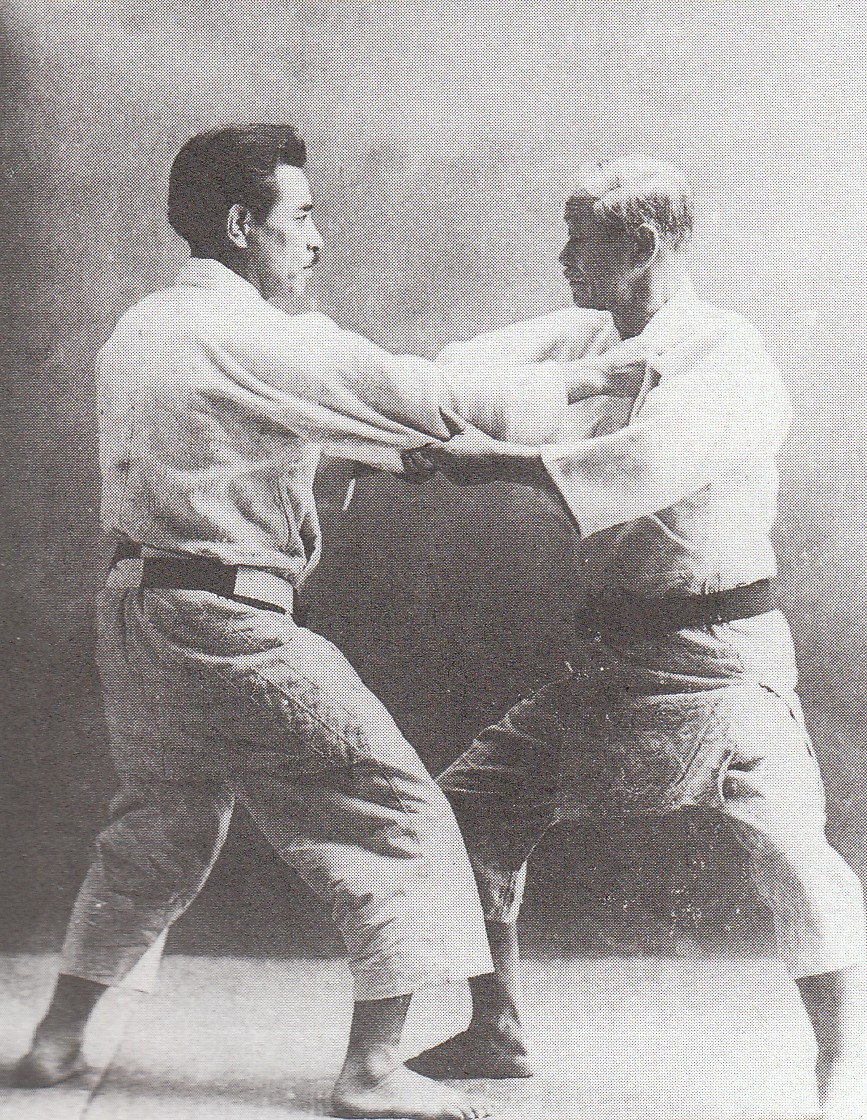
Kyūzō Mifune (a sinistra) e Kanō Jigorō (a destra)

Questa situazione sfociò in un'aperta rivalità tra la scuola del famosissimo Totsuka Hikosuke e il Kōdōkan. Nel 1886 la questura di Tokyo indisse un torneo fra le scuole di jujutsu allo scopo di selezionare il metodo più efficace con il quale sarebbero stati addestrati gli agenti. Il Kodokan su quindici combattimenti ne vinse tredici, mentre due finirono in pareggio. La vittoria stabilì la supremazia del judo non solamente nei principi, ma anche nella tecnica. Con i suoi migliori allievi, Kanō nel 1895 stabilì il go-kyō, cioè il metodo di insegnamento diviso in cinque gradi. Sono dello stesso periodo le prime elaborazioni di kata, con le forme delle proiezioni nage no kata e del combattimento reale kime no kata. Successivamente, nel 1921, migliorò il go-kyō, lo stesso dell'attuale, con l'aiuto dei suoi allievi più esperti e con i maestri delle ultime scuole di jujutsu assorbite dal Kodokan.
Negli anni successivi, il maestro compì molti viaggi per diffondere il judo nel mondo; nel 1928 e nel 1934 fu in Italia, e visitò i centri judoistici creati da Carlo Oletti. Nel 1938 venne inviato in rappresentanza del Giappone al 12º Convegno del CIO (Comitato Olimpico Internazionale) al Cairo, che approvò la proposta di far svolgere i Giochi olimpici a Tokyo. Nella sua idea educativa il judo era il mezzo di possibile miglioramento dell'uomo, sia sotto il profilo etico quanto in quello fisico.
Il judo mira cioè a compiere la sintesi tra le due tipiche espressioni della cultura giapponese antica, e cioè Bun-Bu, la penna e la spada, la virtù civile e quella guerriera, in ossequio agli antichi samurai. Il suo desiderio si realizzò, però, solamente nel 1964, quando la manifestazione si tenne a Tokyo. Tuttavia, Kanō era deceduto anni prima, per via di una polmonite secondo le fonti ufficiali (anche se la sua morte rimane piuttosto misteriosa) il 4 maggio 1938, a bordo della SS Hikawa Maru, mentre era in un viaggio di ritorno verso casa, in un periodo in cui il Giappone, mosso da una nuova spinta imperialista, si stava avviando verso la seconda guerra mondiale.
Dopo la disfatta, la nazione fu posta sotto il controllo degli USA per dieci anni e il judo sottoposto a pesante censura poiché catalogato tra gli aspetti pericolosi della cultura giapponese che spesso esaltava la guerra. Fu perciò proibita la pratica della disciplina e i numerosi libri e filmati sull'argomento vennero in gran parte distrutti. Il judo sarà poi "riabilitato" nel 1950 grazie al CIO, guadagnando ancora in popolarità ma perdendo in qualità tanto che a oggi a ben poche persone è stato riconosciuto il 10' dan (il Kodokan ha promosso al 10' dan solamente quindici judoka di cui cinque postumi); uniche eccezioni l'olandese Anton Geesink e l'inglese Charles Palmer che sono stati promossi dalla Federazione Internazionale Judo e non dal Kodokan.
Nella vita pubblica Kanō Jigorō fu una personalità di spicco in Giappone. Nel 1882, dopo aver terminato gli studi, fu nominato professore e successivamente, nel 1884, addetto alla Casa imperiale, un titolo di grande prestigio. Più tardi, nel 1891, divenne consigliere del Ministero dell'educazione, del quale diverrà direttore nel 1898. Nel 1911 venne eletto presidente della Federazione Sportiva Giapponese. Alla sua morte, avvenuta all'età di settantasette anni per polmonite mentre si trovava sulla nave Hikawa Maru, un piroscafo, il judo contava già più di 100 000 cinture nere.

## Vita privata
Kanō Jigorō si sposò con Sumako Takezoe ed ebbe tre figli, due femmine, Noriko e Atsuko, e un maschio, Risei, in seguito direttore del Kodokan e della Federazione Internazionale di Judo (1952-1965). Tutti i membri della famiglia Kanō praticarono judo.

## Allievi famosi
- Yamashita Yoshaki
- Hajime Isogai
- Idekazu Nagaoka
- Kyūzō Mifune
- Kumishiro Iizura
- Kaichiro Samurai
- Shotaro Tabatai
- Saigō Shirō, detto "il gatto"
- Minoru Mochizuki